# Ada, Minnesota
Ada là một thành phố thuộc quận Norman, tiểu bang Minnesota, Hoa Kỳ. Năm 2010, dân số của thành phố này là 1707 người.

## Dân số
- Dân số năm 2000: 1657 người.
- Dân số năm 2010: 1707 người.